# Іоанн Діакон
Іоанн Діакон (лат. Iohannes Diaconus, італ. Giovanni Diacono ; помер не раніше 1018) — венеційський церковний і державний діяч, автор «Венеційської хроніки» — одного з найраніших творів венеційської історіографії Раннього Середньовіччя.

## Біографія
Основний обсяг інформації про Іоанна Дікона міститься не в його хроніці, а в різних актах канцелярій дожів Венеції та імператорів Священної Римської імперії.
Про ранні роки Іоанна нічого невідомо. Передбачається, що він міг бути родичем дожа П'єтро II Орсеоло, вірним другом та соратником якого він був. Вперше Іоанн Діакон згадується в хартії Оттона III, датованої 1 травня 995 року, в якій імператор підтверджував права Венеції на Ераклею, захоплену раніше Аквілейським патріархатом. У 996 році Іоанн, разом з П'єтро Граденіго, як посол дожа Венеції відвідав Равенну, де отримав від Оттона III дозвіл на відкриття венеційськими купцями трьох ринків на території північно-італійських областей Священної Римської імперії. Цього ж року в Аквілеї Іоанн сприяв укладенню договору між Венеційською республікою та імперією про розмежування їхніх континентальних володінь. 7 січня 999 року Іоанн Діакон побував у Римі, де імператор Оттон III знову підтвердив права Венеції на Ераклею. У цьому документі Іоанн вперше був названий капеланом дожа П'єтро II Орсеоло, хоча, як передбачається, він і раніше обіймав цю посаду.
1000 року Іоанн Діакон, за згодою П'єтро II Орсеоло, організував таємну поїздку Оттона III до Венеції. Він був єдиною особою, крім дожа й імператора, що брала участь у всіх заходах цього візиту, докладно описаного ним у своїй хроніці. У грудні 1001 року Іоанн двічі відвідував Оттона III в Равенні, а після його смерті в 1002 році приїхав до Регенсбурга, де отримав у нового монарха, Генріха II Святого, підтвердження укладеного його попередником угоди з Венеційською республікою. Тут же 16 листопада імператор підтвердив договір, укладений на початку IX століття між Франкською імперією та Візантією і встановлював автономію Венеції від обох цих держав. Можливо, Іоанн Діакон був членом венеційського посольства в Константинополі, що у 1004 або 1005 році домовлялось про шлюб між сином П'єтро II Орсеоло, Джованні, і Марією Аргір, племінницею візантійських імператорів Василя II і Костянтина VIII.
Після смерті дожа П'єтро II в 1009 році Іоанн Діакон і за його наступника, Оттоне Орсеоло, зберіг посаду капелана дожа. Остання згадка про Іоанна належить до 1018 року. Дата його смерті невідома.

## Хроніка

### Видання «Венеційської хроніки»
Іоанн Діакон — автор «Венеційської хроніки», створеної на початку XI століття. Твір зберігся в єдиному рукописі (codex Vaticanus (Urbinatis) 440), можливо, що є автографом і стала основою всіх наступних видань цього історичного джерела. У рукописі не вказувалося ім'я автора, тому довгий час «Венеційська хроніка» приписувалася історику Джованні Сагорніно і була відома під назвою «Хроніка Сагорніно» (лат. Chronicon Sagornini). Авторство Іоанна Діакона було точно встановлено лише в XIX столітті на основі аналізу свідоцтва хроніки про велику поінформованість її автора про поїздку імператора Оттона III до Венеції в 1000 році.
Передбачається, що джерелами інформації для Іоанна Діакона в роботі над його хронікою послужили численні документи як актового, так і оповідального характеру, а також усна традиція. Проте, оскільки переважна більшість цих джерел не сягнула нашого часу, їх ідентифікація неможлива. Також історики відзначають майже повну відсутність у хроніці точних дат, що, ймовірно, пов'язане з відсутністю їх у джерелах, які використовував Іоанн.
«Венеційська хроніка» складається з чотирьох книг. Іоанн Діакон почав виклад подій з заснування міста, яке він, всупереч традиції, що склалася пізніше, відносив не до 421 року, а до вторгнення в Італію лангобардів в 568 [1]. Перша книга, доведена до подій 713 року, переважно розповідає про діяльність візантійських імператорів, патріархів Аквілеї та Градо. Власне, венеціанським подіям приділено дуже мало уваги. Ця частина хроніки містить численні помилки та хронологічні неточності. З початку другої книги, що описує події до 863 року включно, відомості про Венецію починають з'являтися все частіше і з 17 глави венеційські звістки в хроніці стають домінуючими. У цій книзі, зокрема, описані обрання першого виборного дожа Паоло Лучіо Анафесто, франксько-венеціанська війна 809—810 років та початок морських походів венеціанців проти далматських слов'ян-неретвлян. Значна увага третьої книги, доведеної до подій 920 року, також приділено відносинам Венеційської республіки зі слов'янами. Ця частина «Венеційської хроніки» є основним першоджерелом з історії хорватських слов'ян IX—X століть. Як передбачається, в описі подій у Далмації Іоанн Діакон користувався якимись ранніми джерелами, згодом загубленими. Більша частина четвертої книги «Венеціанської хроніки» присвячена правлінню дожа П'єтро II Орсеоло, в тому числі його успішного походу в Далмацію та візиту Оттона III до Венеції. Хроніка закінчується описом подій 1008 року.
Поряд з «Хронікою патріархів Аквілеї», «Хронікою патріархів Градо» та «Короткою хронікою про заснування патріархату Градо», «венеційська хроніка» Іоанна Діакона є однією з ранніх пам'яток венеційської історіографії. Особливого значення цього твору надають безліч свідчень, які не знайшли відображення в інших ранньосередньовічних джерелах. Насамперед це стосується венеційсько-слов'янських відносин та опису подій, сучасником яких Іоанн був.
Для української історіографії «Венеційська хроніка» цінна як одне із перших західноєвропейських історичних джерел, що містять відомості про ранню історію Київської Русі. У хроніці містяться повідомлення про напад норманів на Константинополь, яке ідентифікують з походом русі в 860 році, але містить ряд відомостей, що суперечать візантійським звісткам про цю подію.
Раніше Іоанну Діакону, крім «Венеційської хроніки», також приписувалося авторство і «Хроніки патріархів Градо», але зараз ця думка вважається хибною.